# Pulau Menui
Pulau Menui är en ö i Indonesien.   Den ligger i provinsen Sulawesi Tenggara, i den centrala delen av landet, 1 800 km öster om huvudstaden Jakarta. Arean är 81 kvadratkilometer.
Terrängen på Pulau Menui är lite kuperad. Öns högsta punkt är 296 meter över havet. Den sträcker sig 9,4 kilometer i nord-sydlig riktning, och 15,4 kilometer i öst-västlig riktning.